# Ska
El ska es un género musical originario de Jamaica que surgió a finales de la década de 1950 y fue popularizado durante la primera mitad de los años 1960, que deriva principalmente de la fusión de ritmos caribeños como el mento y el calipso y ritmos propios de los Estados Unidos, como el R&B, el jazz y el soul de la época, siendo el precursor del rocksteady y más tarde del reggae. Se le considera ampliamente como el primer tipo autóctono de música popular jamaiquina.

Se interpreta con batería, bajo, guitarra, instrumentos de viento (saxofón, trompeta, trombón) y teclado. Su sonido característico es el chucking realizado por el sincopado de la guitarra, del teclado o de los instrumentos de viento. Su baile es conocido como skank, ya que fue el primer término utilizado en Jamaica en los 60's por la gente que gustaba de bailarlo.
El Ska es reconocido como baile y música nacional de Jamaica, puesto que describe o da un carácter de identidad a la cultura de ese país. Siendo antecedente directo del Rocksteady y del Reggae, ha tenido serias desventajas históricas, debido a que con el paso del tiempo el Reggae cobró mayor importancia y trascendencia a nivel mundial.

## Significado del término “SKA”
La caracterización auditiva del ska ocupa un lugar central en su definición. «Ska» es, y siempre ha sido, un término que se refiere a una realidad sonora concreta, que puede adoptar muchas formas, pero siempre definida a partir de unos rasgos identificables. En la época de su aparición, la palabra “SKA” era altisonante, pero con el tiempo tendría una muy fuerte influencia de la vida cotidiana del pueblo de Jamaica. Destaca el hecho de que la historia de la música popular jamaiquina es casi exclusivamente oral y, por ende, resulta difícil saber quién lo bautizó como "ska".
Existen testimonios contrastantes acerca de cómo surgió la palabra “ska”, y diversos artistas jamaicanos de la época se atribuyen su invención. Su origen tiene varias versiones, la más aceptada es que fue introducida por el bajista Cluet Johnson, líder de la banda The Blues Blasters, quien era apodado "Skavoovee" porque así saludaba a sus compañeros, ya que el sonido de la palabra es parecido al de la guitarra, por lo que se acortó el término a “Ska”. 
Otra versión dice que el pianista Theophilus Beckford afirma que ese mismo «¡Skavoovie!» es lo que gritaba la gente que se reunía a la puerta de su casa para disfrutar con los riffs que salían de su piano, lo que le llevó a utilizar el término, recortándolo ligeramente, para denominar el estilo de su éxito de 1959 ‘‘Easy Snappin’’.
La "teoría Coxsone", que quizá sea la de más enjundia, es que fue él mismo quien inventó la onomatopeya del sonido de la guitarra al pedirle al guitarrista Ernest Ranglin que pusiera el acento en el off-beat: «Toca así: ska … ska … ska …». También hay otros "testigos" de la época que afirmaban que la descripción fonética original que circulaba por los estudios de Kingston era «sta ya … sta ya … sta ya…» y que fue Byron Lee, un personaje de clase más alta, quien habría adaptado el término a «ska».
La guitarra no sólo tiene el crédito de haber dado nombre al nuevo género con su particular estilo sincopado, sino que en los inicios, junto al resto de los instrumentos, era su único protagonista por ser un género instrumental. Sea cual fuera el origen de la palabra, lo cierto es que tanto músicos como productores y el público en general se involucraron por completo en el desarrollo del nuevo ritmo. 
De esa manera, el término "ska" apareció en torno a 1959 en un intento de describir o emular el sonido característico de esta música. La denominación recién acuñada sirvió a esta corriente para empezar a ser considerada como un género independiente, con una entidad propia que no dependía ya de un estilo de procedencia no jamaicana.

## Características
Hablar sobre el ska es tener muy en cuenta que se hace referencia a un fenómeno múltiple. El término Ska alude a una serie de expresiones culturales que han alcanzado una importante expansión en varios niveles:
- “A nivel cronológico, hablamos de un género que abarca ya más de medio siglo de antigüedad. Las primeras manifestaciones del ska datan de finales de la década de 1950, y salvando algunas intermitencias en su desarrollo, se puede trazar una evolución continuada del género hasta el día de hoy.

- A nivel geográfico, se trata de una expresión originada en un territorio muy localizado (Jamaica) y posteriormente divulgada a países de todo el mundo, en los que ha llegado a ser asimilado en el seno de cada cultura local. La interacción entre los diversos territorios que han adoptado el ska permite, además, considerar la existencia de una red internacional en el cultivo de esta música.

- A nivel cultural y conceptual, pues en torno al ska se han generado multitud de significados e implicaciones de diversa naturaleza (social, política, cultural, artística, sonora). Al mismo tiempo, la manifestación original ha derivado en buen número de variantes, así como fusiones con otros géneros, que presentan vinculaciones con distintas realidades sociales y musicales.”[4]

El ska es un tipo de música para bailar descompasado tocada en guitarra eléctrica con los agudos muy altos. El énfasis se hace en sonar alto más que en lo original como en R&B, y se acentúa por el bajo, la batería y la sección de bajos (los trombones fueron parte indispensable en el ska primitivo).
En su origen, el ska sonaba muy similar al jazz sin que ningún instrumento predominara sobre los otros; trompetas, trombones y saxofones enfatizaban el constante rasgueo en tonos agudos de la guitarra, mientras el piano marcaba a contragolpe el ritmo de la batería. Era frecuente que en las melodías se incluyera un solo de metales absolutamente improvisado, ejecutado por los virtuosos integrantes de los diferentes grupos de ese entonces.
El planteamiento como música instrumental, unido al empleo de una métrica estable donde el componente rítmico adquiere un lugar central, imprimió al ska una categoría de música de baile que ha conservado en todo momento.
Así entonces, el ska se convirtió en una forma original de Jamaica de hacer el R&B, marcando el primer tiempo de cada compás, mientras que en la versión norteamericana los cuatro tiempos del compás tienen la misma métrica. De igual forma, en el ska también se acentúan el segundo y el cuarto tiempos en una estructura conocida como blues; proyectada hasta doce tiempos, se pone énfasis en el
golpe fuerte en relación con los golpes débiles sin que haya ningún instrumento determinante, mientras que la batería provee una estructura básica de cuatro tiempos.

## Orígenes musicales del Ska
Si bien el Ska es un género que hoy en día se escucha bastante por todo el mundo, se suele desconocer la historia de sus orígenes, ligada a la resistencia contra el racismo, la xenofobia y la opresión a los jóvenes trabajadores de las colonias y los barrios obreros de la Inglaterra de los años 50’s, 60’s y 70’s, pero también de las raíces musicales que dieron paso a la creación y evolución musical de Jamaica durante todo el siglo XX. Como género, es una conexión con África, un medio de expresión y protesta, y un respiro de las luchas de la colonización y la pobreza extrema. Pero además, el ska es una propuesta: mensaje, estética e historia son los tres componentes básicos de esta música, que se ha caracterizado desde sus orígenes por sus bases marginales.

#### a) Las raíces autóctonas
Las raíces de toda la música caribeña se remontan a los días de la trata de esclavos. Durante los siglos en los cuales permaneció bajo el dominio británico, Jamaica recibió una gran cantidad de esclavos desde el África occidental, los descendientes de los cuales representan hoy el 92.1% de la población. A los esclavos se les prohibía celebrar cualquier tipo de actividad cultural por el miedo a que pudiesen favorecer la revuelta. Pese a la represión, se las ingeniaron para conservar, adaptando y mezclando, su cultura
de origen, para lo cual la música se convirtió en un importante medio dado que era una parte fundamental de los rituales religiosos. Acompañada por danzas, en gran parte se basaba en tambores y percusiones, por lo que no era extraño que los propietarios de las plantaciones y las autoridades coloniales interpretaran estas ceremonias como una instigación a la revuelta. 

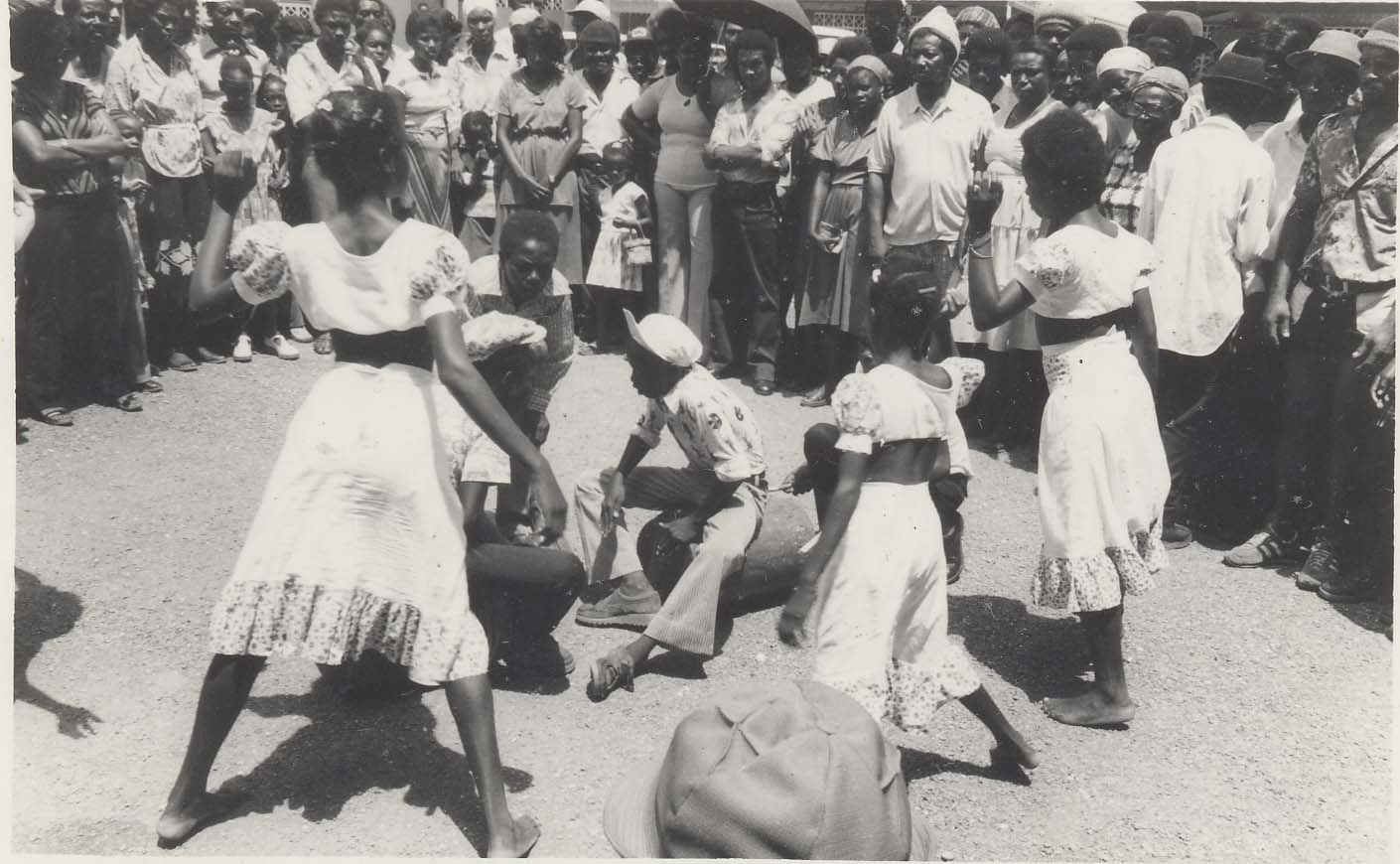
Ritual religioso del Kumina.

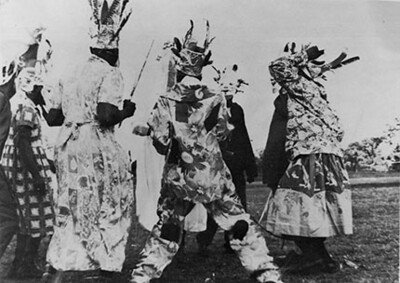
Danza Burru

Las dos tradiciones rítmicas que más lograron mantenerse fueron el kumina, utilizado en lo que se conoce como pocomania o pukumina, un culto religioso derivado de África occidental con gran influencia de la exaltación espiritual de las iglesias evangélicas (que da gran importancia al canto y al baile) que sobrevivió disfrazado de cristianismo negro, y el burru, la única música permitida en las plantaciones, ya que marcaba el ritmo al cual los esclavos debían trabajar. Ésta se basaba en los tambores y las percusiones, el ritmo era la parte fundamental, mientras la melodía, confiada al canto repetitivo o a alguna percusión era un adorno.
Cuando los diversos estilos musicales africanos se fusionaron, compartieron un terreno común en la medida en que todas las formas se concentraron en el ritmo. Esta mezcla de música africana en muchos sentidos resultó más compleja que la música europea, ciertamente en términos de patrones rítmicos. 
La población jamaiquina creció con la música africana, lo que originó que se incrementara la demanda por música nativa que reflejara más las raíces africanas con las cuales la población se identificaba. Por entonces el terreno de la música popular jamaicana había estado dominado por la tradición imperante euro-americana. Cuando terminó la esclavitud y a medida que el colonialismo se precipitaba a su fin durante 1950, la música en Jamaica volvió a experimentar una transformación, ya que durante gran parte de los siglos XVII y XIX se había mantenido relativamente aislada del curso principal de la sociedad.

#### b) Las raíces caribeñas: Mento y Calypso
La cultura y tradición autóctona han sido un importante elemento de todas las formas artísticas de la isla jamaicana, pero sobre todo, de su expresión musical. Pero no todo es tan sencillo, pues la larga y distinguida historia de la música grabada en Jamaica no comenzó sino a partir de dos estilos que surgieron de las raíces rurales para barrer a Jamaica en los años de la posguerra: 

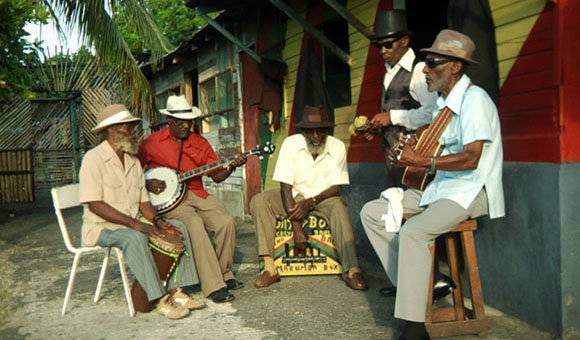
Estructura básica de una agrupación tradicional de Mento

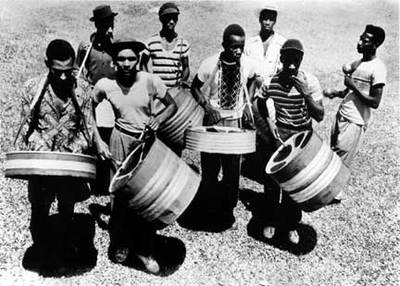
Estructura básica de una agrupación de Calipso

- El Mento, una música principalmente acústica que incorpora influencias que incluyen canciones populares, música religiosa y percusión africana y que solía ser más humorístico e incluso profano y sobre todo tiraba más hacia el sexo, en algunos casos con letras casi pornográficas, anticipándose a la tendencia adoptada posteriormente en la época del Dancehall y más tarde en el Ragga, y

- El Calipso (cuyo nombre se deriva de la palabra africana "Ka'iso") desarrollado en Trinidad y Tobago y que fue utilizado originalmente por los esclavos para ridiculizar a sus "amos" al estilo de un griot  africano, donde el cantante podía arengar a sus subordinados sin temor a represalias, ya que el verso tópico se cantaba en un idioma africano seguido de un coro en el patois  local.

Una banda típica de Mento incluiría guitarra, banjo, tambores de mano, un tipo de piano en miniatura llamado “caja de rumba” y tal vez una flauta y saxofón. Las bandas se presentaban en bailes tradicionales, bodas y para los turistas que visitaban la isla en cantidades cada vez mayores a medida que la austeridad en tiempos de guerra disminuía. El mento empezó a popularizarse en el transcurso de los años 20, siendo la primera forma de música jamaicana que atrajo la atención del resto del mundo.
Por su parte, el calypso se interpretaba con percusiones elaboradas a partir de barriles de petróleo, destacando entre ellos el tambor “Bumbac” y el tambor “Grande”, además de maracas, rallos, silbatos y campanas. Se caracteriza por ser un canto de denuncia, información y transmisión de los hechos de la vida y de la historia del pueblo afrocaribeño. Se hizo tan popular en el Caribe, que los turistas llegaron a pensar que cada isla tenía su propia versión de este estilo musical.

#### c) La influencia estadounidense: el R&B y el Jazz
En sus inicios, la música jamaiquina imitaba el estilo del “shuffle blues” estadounidense, pero entre la población local, sin embargo, se había establecido como preferencia el gusto por los estilos de mayor difusión en los principales medios de ámbito urbano de Jamaica (la escucha colectiva de grabaciones en disco o radio, y las orquestas de baile): el R&B y el Jazz, predominantemente norteamericanos y que sonaban en las radios del sur de Estados Unidos, principalmente de Miami y Nueva Orleans, donde dicho estilo se encontraba en boga y que se captaban en las emisoras de radio jamaiquinas. 
Estos ritmos afroestadounidenses ya habían perdido parte del contenido social, cultural e histórico que les había dado origen en las plantaciones y se habían vuelto más urbanos en cuanto a la temática de su letras, por lo que los músicos jamaiquinos se apropiarían del espíritu de libertad característico del rhythm and blues y el jazz, pero no registrarían en sus letras las experiencias coloniales de opresión y explotación vividas en la isla, experimentando así una transformación notable. Dicha transformación estuvo marcada por la introducción del corte de guitarra fuera de ritmo, una característica definitoria de las grabaciones de rhythm and blues estadounidenses de finales de los años 50. 
Entre las numerosas grabaciones que tomaban como modelo el rhythm and blues de Miami y Nueva Orleans, pronto empezó a distinguirse un estilo interpretativo original, observable tan sólo en las producciones jamaicanas. Debido a ello, esta naciente tendencia adquirió la designación propia de "rhythm and blues jamaicano", refiriéndose por tanto a una variante de un estilo importado, pero con la asociación de identidad social ya explícita.
Cuando la oferta de jump blues importado y de pistas de R&B tradicional empezó a disminuir, los productores musicales jamaicanos decidieron tomar cartas en el asunto. Se trajeron artistas locales al estudio y estas colaboraciones dieron origen a una versión jamaiquina de estos géneros musicales. Al principio, estas grabaciones se hacían en “cera blanda”, que era esencialmente una laca sobre acetato de disco de metal y que más tarde se conoció como “dub plate”. Sin embargo, a medida que la demanda de estas melodías únicas crecía, muchos productores comenzaron a lanzarlas en discos de 7 pulgadas a 45 rpm, lo que marcó un momento significativo en la evolución de la música jamaiquina.

#### d) La aportación jamaicana: el Sound System y el Dancehall
Los años cincuenta, que acompañaron el proceso de independencia, y los primeros que siguieron la emancipación nacional, se caracterizaron por una gran creatividad musical. Se asiste al nacimiento de dos fenómenos musicales: el sound system y la dancehall, unas de las aportaciones más originales que Jamaica haya dado a la cultura mundial. 
Un sound system es un sistema para reproducir música a un volumen alto con una calidad igualmente elevada para que pueda ser disfrutada por una gran cantidad de gente. La actuación de un sound system es una dancehall, es decir, una sesión de vinilos seleccionados para ser bailados y disfrutados por el público. 
En las ciudades, los habitantes se congregaban en plazas donde los soundsystems ponían los últimos éxitos estadounidenses de jazz, soul y principalmente de R&B. En un principio, se trataba de furgonetas con un ruidoso y primitivo equipo de sonido. Los dos principales fueron "Duke Reid's the Trojan" de Arthur «Duke» Reid y "Sir Coxsone Downbeat", de Clement Seymur «Sir Coxsone» Dodd, a los que más tarde se les uniría el "Voice of the People" de Prince Buster.Para gozar de exclusividad sobre las grabaciones y mantener la exclusividad sobre la clientela, se recurría a trucos como quitar la etiqueta de los discos para que no fueran identificables, o enviar matones (dance crashers) a los sound systems de la competencia para boicotearlos. 

## La creación de la industria musical jamaicana
Con la independencia, la búsqueda de una nueva identidad nacional dio a algunos jamaiquinos una nueva esperanza, lo que también se expresó en la música. Al generarse una gran necesidad de expresión, los músicos jamaiquinos buscaron crear, hacia los años 50 un ritmo bailable hecho en Jamaica,  ya que la música estadounidense que tanto les gustaba  comenzaba a ser muy difícil de conseguir. Los soundsystems no tenían otro remedio que pinchar música de Estados Unidos, puesto que la industria musical jamaiquina era inexistente. 
Salvando algunas cintas de mento de Stanley Motta, hasta 1954 no apareció el primer sello musical, Federal Records. El catalizador que inició la carrera musical jamaicana fue el productor musical y futuro primer ministro Edward Seaga, que en 1958 fundó West Indian Records Limited, produciendo música de artistas locales y reinterpretando los éxitos estadounidenses.De igual forma, ese mismo año, Chris Blackwell comenzó su trabajo de producción musical. Un año después, "Duke" Reid y "Sir" Coxsone, viendo la  posibilidad de tener grabaciones exclusivas para sus soundsystems, fundaron sus propios sellos: Treasure Isle y Studio One, respectivamente,adaptándolos al gusto de la isla según las tendencias que se imponían en los soundsystems.
De esta manera, el año de 1958 se considera formalmente como el año de la aparición del Ska, híbrido resultante de la mezcla de dichos ritmos musicales; una música enteramente jamaicana que sería exportada al mundo y que a la postre daría origen a otros más, principalmente el Rocksteady y el Reggae.

## Olas del ska
El pasado histórico del ska como música eminentemente jamaicana ha repercutido de forma decisiva en las siguientes fases de su historia, correspondientes a contextos distintos al jamaicano. El persistente vínculo con Jamaica impreso en esta música se manifiesta en los usos, discursos y significados que se han otorgado al ska en todo el mundo. 
Con sus numerosas variantes, ha estado definido por una serie de cualidades musicales que han condicionado de forma definitiva la historia e imagen de este género, es por eso que ha logrado sobrevivir a la evolución (en ciertas ocasiones contra todo pronóstico), creándose así 4 diferentes etapas conocidas como “Olas” (como se les suelen llamar), que se encuentran diferenciadas por la regionalidad (lugar donde se desarrolla), temporalidad (año cuando toma fuerza) y características musicales.
En la primera etapa (Ska Tradicional) se contempla como una fase en la evolución estilística y discográfica de la música popular jamaicana. Es aquí donde se forman las bases del planteamiento musical (sonoro) del estilo y su asociación con la etiqueta «ska». La segunda etapa (Two-Tone) hace alusión a una iniciativa que consistió en la intencional recuperación y evolución de algunos elementos del antiguo ska, integrándolos en un contexto musical y sociopolítico completamente nuevo. La tercera etapa (Third-Wave) es más bien una continuación de la segunda, pero teniendo como trascendencia la expansión mundial del género. En la cuarta etapa (Ska-Jazz) se aprecia el resurgimiento que tiene al retomar el sonido y ejecución musical de la primera ola, pero mostrando una mayor educación musical por parte de los músicos e intérpretes, siendo esta su principal característica.
Es importante tener en cuenta que las cuatro olas, así como las transiciones entre una y otra, son cualitativamente muy distintas. Cada una corresponde a contextos en los cuales se formaron particulares posibilidades musicales y organizativas. Así, debemos considerar cada etapa del ska en al menos dos sentidos: tanto como un proceso histórico-cultural situado espacial y temporalmente como también un referente musical que se toma como base para la reinterpretación personal y colectiva dentro del género.  
La historia del ska muestra que, desde su origen, y a través del tiempo, ha sido una forma pacífica de difundir las injusticias cotidianas que ocurren en cada país, en el mundo entero. Así también, se le ha acogido en multitud de terrenos estilísticos como el jazz, el rock o el punk, generando distintas opiniones sobre qué es y qué no es (o debería ser) el ska, qué significados implica o cómo ha de ser interpretado, y hasta qué punto se ha de ser consecuente con los orígenes de esta música enraizada en la cultura jamaicana. 

## Desarrollo histórico-musical del Ska

### La primera ola: Ska tradicional
Los orígenes del ska coinciden con un momento crítico en la historia política del país, que se encontraba en el período final de su proceso de independencia (conseguida plenamente en 1962), con la consiguiente búsqueda de una identidad nacional propia. La primera canción de ska, de acuerdo con la mayoría de los especialistas, fue “Easy Snappin”, del pianista Theophilus Beckford, producida por Coxsone Dodd en 1959 en su sello Worldisc. La canción fue muy popular e incluso se vendió bien en Inglaterra cuando se lanzó allí. Esta canción representa el sonido del ska en sus primeros años, pero no fue hasta 1961 y 1962 que el sonido floreció en los estudios.
En 1961 Prince Buster terminó de definirlo durante las primeras grabaciones para su sello Wild Bells. La sesión estaba financiada por Duke Reid, que debía quedarse con la mitad de los temas a distribuir. Finalmente solo recibió uno, del trombonista Rico Rodríguez. Entre los temas grabados estaban “They Got To Go”, “Oh Carolina” y “Shake a Leg”.
El ska ya estaba plenamente asentado como la música por excelencia de Jamaica, y comenzaron a ganar popularidad diversas piezas musicales con motivo de la independencia de la isla, como "Forward March" de Derrick Morgan o "Freedom Sound"  de The Skatalites, agrupación que llevaba varios años trabajando como músicos de sesión para el Studio One y que a la postre se convertiría en la más importante en la historia del género. 
En 1964, aprovechando la Feria Mundial de Nueva York se presentó el ska ante el mundo, siendo los elegidos para ello Byron Lee & The Dragonaires con la colaboración de Prince Buster, Toots & The Maytals, Jimmy Cliff y Peter Tosh. Ese mismo año alcanzó el primer puesto en las listas británicas y el segundo en las estadounidenses una versión del éxito de 1957 de Barbie Gaye, "My Boy Lollipop", interpretada por Millie Small, con Ernest Ranglin encargado de los arreglos de guitarra. Para 1968 destacó otro éxito, “Israelites” de Desmond Dekker, que sirvió para popularizar el ska en Inglaterra primero y después en Europa. Sin embargo, fue la música de The Skatalites la que, sin necesidad de haber hecho giras en el extranjero, impulsó el desarrollo del ska en la isla, haciendo que surgieran dos corrientes musicales: el ska de los barrios altos y el de los barrios bajos.
Durante el resto de la década de 1960, se implanta en Europa rápidamente, gracias a la popularidad de la que gozó en el Reino Unido, país al que se trasladaron un gran número de estrellas jamaicanas como Laurel Aitken, Derrick Morgan o Alton Ellis para proseguir allí sus carreras, pues este estilo contaba con una gran aceptación entre la numerosa colonia antillana que había emigrado a la metrópolis, donde abundaban los Rude Boys, y entre la juventud británica, principalmente entre los mods. Después, en la segunda mitad de la década, a medida que el soul americano se hizo más pausado y suave, el ska evolucionó paralelamente al rocksteady. 

### La segunda ola: el Two-Tone

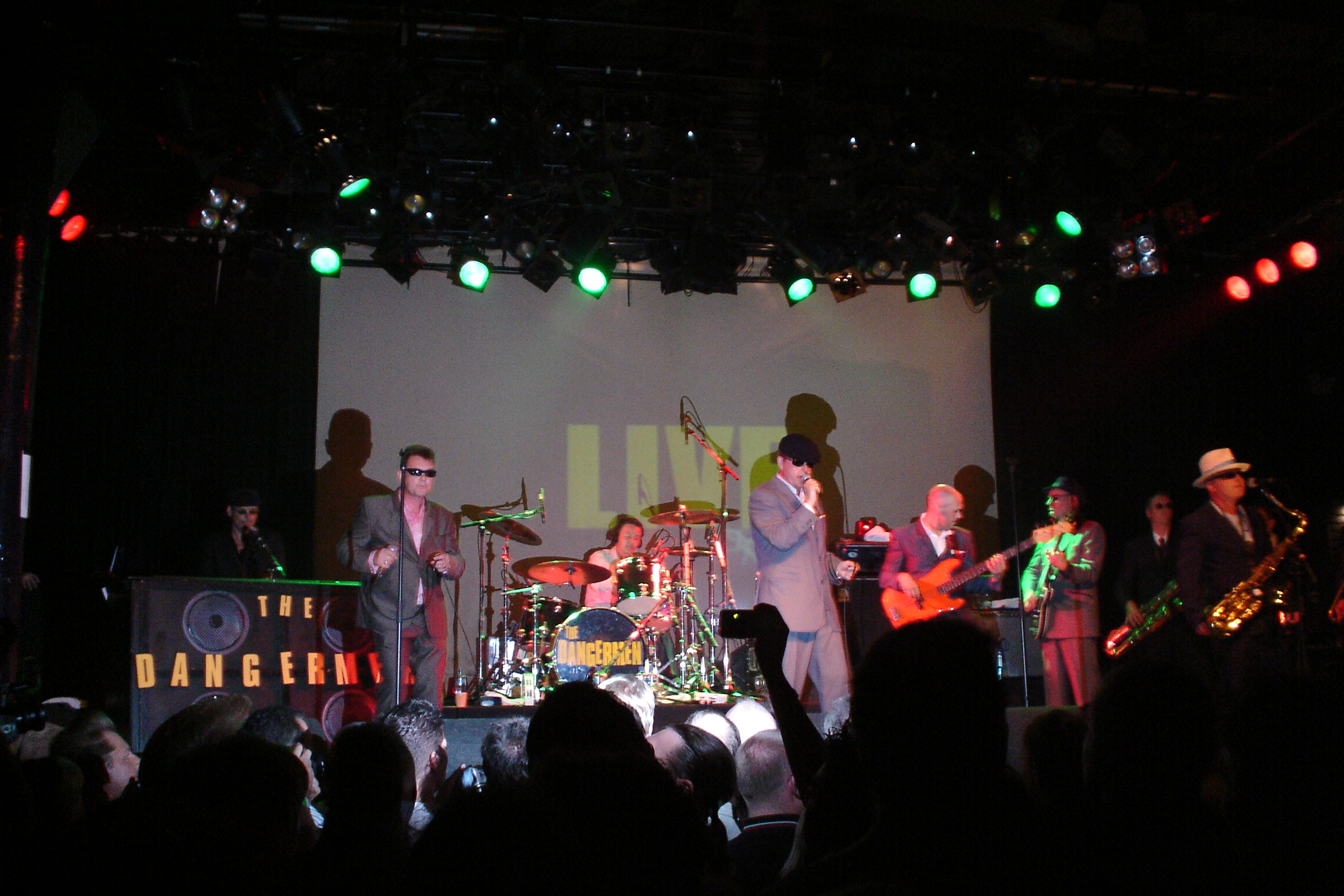
Madness fue una de las bandas punteras de la segunda ola

El resurgimiento del Ska se da con la aparición de la segunda ola, conocida como Two-Tone (dos tonos) hacia 1977, año en que se da a conocer, aunque surgió poco antes. Su mayor proyección se dio hasta 1979. En el Two-Tone las bandas no simplemente tomaron el ska de la primera ola, sino que también lo reinventaron. Fue el resultado de un encuentro de culturas, además de que se caracterizó por habérsele añadido un poco más de rapidez y crudeza al sonido.
El Two-Tone alcanzó gran popularidad gracias a la evolución que tuvo el ska en Inglaterra, esto debido a la migración de jamaicanos, especialmente rude boys, que estaban en busca de oportunidades de trabajo en la isla británica.
Entre finales de los 70's y principios de los 80's, en plena era New Wave inglesa, el sello 2 Tone Records dio a conocer a algunos de los grupos que se harían los más famosos internacionalmente: The Specials (cuyo teclista Jerry Dammers fundaría el sello Two Tone) ,Madness, The Selecter y Bad Manners. Otros exponentes de la época, con diferentes estilos, fueron The Bodysnatchers, Mr. Symarip, Rhoda Dakar, The Beat y Fashiön Music. 
Durante el período de vigencia de la 2-Tone (de 1978 a 1983) y los años siguientes (en general la década de los ochenta), el ska fue integrándose poco a poco en varios frentes de la cultura musical de diversos países, principalmente Estados Unidos, Alemania y España.

### La tercera ola: el Third Wave

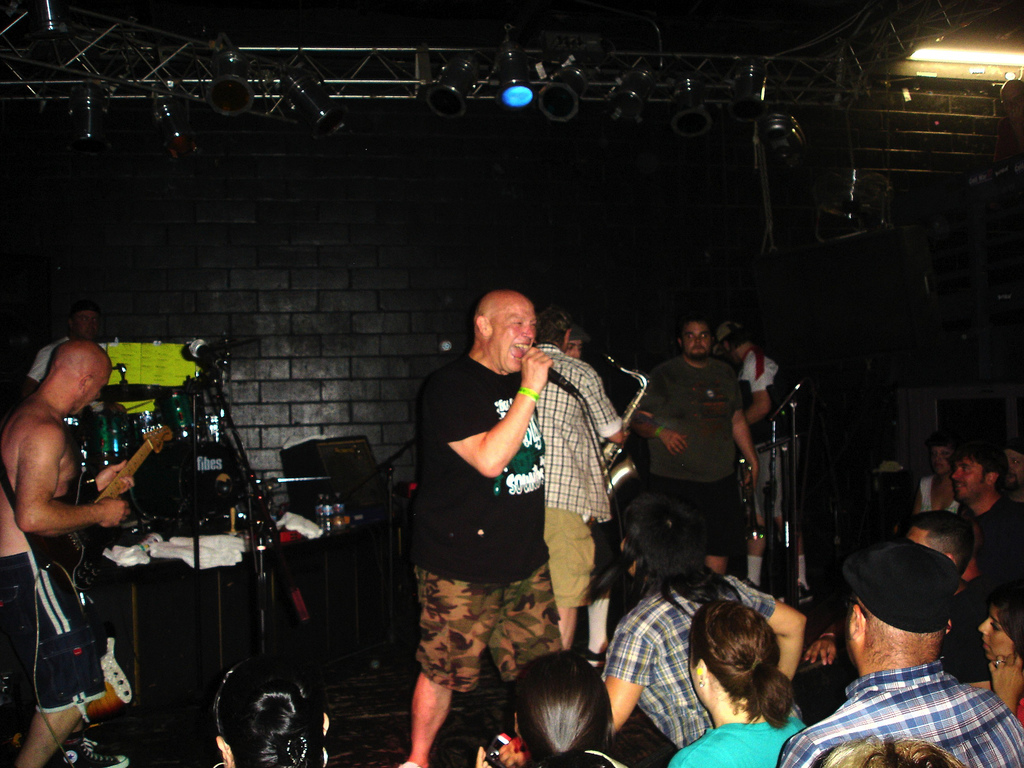
El grupo inglés de ska, Bad Manners (2.ª ola).

Mientras que por una parte hay bandas que continúan el estilo 2 Tone, como The Busters, Mr Review, Scofflaws, The Pietasters, The Toasters o Pama International otras recuperan el ska clásico, llamado a veces revival, que se distancia completamente de la segunda ola y se acerca más a los sonidos originales, como Reel Big Fish, Bim Skala Bim, Mighty Mighty Bosstones,The Slackers, Westbound Train, Hepcat, Inspecter 7, Moon Stomper o The Israelites.
Es importante resaltar que en esta ola es cuando se genera la incursión "masiva" del género musical a Latinoamérica, incursión que daría como resultado la mezcla de los acordes e instrumentalización de cada país; dicho de otra forma, cada país pasaría a desarrollar su propia forma de ska usando sus instrumentos locales y tradiciones propias, siendo este un fenómeno bastante curioso, puesto que en si el Ska asimiló muchas de las culturas latinoamericanas con total facilidad, mismas que generaron y aun generan propuestas bastante novedosas, además de que en muchos casos las canciones si bien tienen su actitud, pueden hablar casi de cualquier tema sin suponer una pérdida de identidad y estilo, si no consolidándose como una propuesta sólida en el ámbito musical y en la subcultura correspondiente.
Entre estas propuestas se encuentran:  Banda Bassotti, Dr. Calypso, Desorden Público, Hepcat, Skalariak, Los Fabulosos Cadillacs, Los Intocables,  Panteón Rococó, Los Auténticos Decadentes, Talco,  La Gran Orquesta Republicana.

## El Ska como ente extra musical
Cuando hablamos de ska, nos referimos al primero de una serie de géneros musicales con que la cultura jamaicana logró insertarse en el panorama internacional de música popular urbana, incorporándose a todos los efectos en los fenómenos de globalización que este tipo de música ha experimentado en las últimas décadas.Sin embargo, este género musical se creó y desarrolló no solo en un ámbito musical, sino que se llenó de una importante carga social, política y cultural que lo caracterizaría a lo largo de su evolución:
La asimilación del ska como manifestación estilística de la cultura jamaicana
La adopción del ska ha ido casi siempre acompañada por una asimilación de significados, ideologías y datos históricos relativos a la música popular jamaicana y su desarrollo sociopolítico de las últimas décadas. El papel del ska en la historia de Jamaica y su estrecha vinculación con el reggae han provocado que en muchas partes del mundo el desarrollo de esta música transcurra a la par con el culto hacia ciertos valores y prácticas originados en Jamaica y más tarde integrados en la cultura occidental.
El vínculo del ska con ciertos grupos sociales y con realidades de corte ideológico ó político
A lo largo de su historia, el Ska ha ocupado muy diversos contextos culturales y geográficos, situándose alternativamente en distintos planos de lo underground y lo comercial. Durante distintas fases de esa historia, el Ska ha estado ligado a ciertos sectores sociales y/o políticamente definidos, como las clases desfavorecidas (clases bajas en Jamaica, la juventud de la clase obrera en Inglaterra), los colectivos Mod y Skinhead o los ambientes de lucha contra el sistema propios del rock o del punk. Esto ha derivado en el uso reivindicativo que caracteriza a algunas vertientes del ska, ha influido en la recepción de esta música en distintos contextos socioculturales, ha motivado un interés hacia ella por parte de los grupos mencionados y en general ha definido su imagen a ojos del público.
Además de estar sujeto a una serie de implicaciones socioculturales, el Ska es un género musical que tiene una identidad propia como manifestación sonora, y este hecho también determina de forma drástica su recepción, difusión y demás procesos de integración en la cultura.